# یادبودها
یادبودها (انگلیسی: Memorials; کره‌ای: 출사표) یک مجموعه تلویزیونی کره جنوبی سال ۲۰۲۰ با بازی نانا، پارک سونگ هون، یو دا-این، هان جون-وو و آن نه-سانگ است. این مجموعه از ۱ ژوئیه تا ۲۰ اوت ۲۰۲۰، روزهای چهارشنبه و پنجشنبه ساعت ۲۱:۳۰ (کی‌اس‌تی) از کی‌بی‌اس۲ برای ۱۶ قسمت پخش شد.